# Присальский
Приса́льский — хутор в Дубовском районе Ростовской области. 
Административный центр Присальского сельского поселения.

## Население
Динамика численности населения
| 1989 | 2002 |
| ---- | ---- |
| ≈780 | 858  |

| 1989 | 2002 | 2010 |
| ---- | ---- | ---- |
| 839  | ↗860 | ↘595 |

## Улицы
| - ул. Дружбы, - ул. Западная, - ул. Мира, - ул. Молодёжная, | - ул. Победы, - ул. Степная, - ул. Строителей, - ул. Центральная, | - ул. Школьная, - ул. Энергетиков, - пер. Южный. |